# Емвей-арена
 «Амвей-арена»  (англ. Amway Arena) — спортивний комплекс у Орландо в штаті Флорида (США), відкритий у 1989 році. Місце проведення міжнародних змагань з кількох видів спорту і домашня арена для команди Орландо Меджик, Національна баскетбольна асоціація.
Координати : 28°32′56.16″ пн. ш. 81°23′12.09″ зх. д. / 28.5489333° пн. ш. 81.3866917° зх. д.

## Місткість
- баскетбол 17 248
- Хокей із шайбою 15 948